# Егбланш
Егбланш (фр. Aigueblanche) насеље је и општина у источној Француској у региону Рона-Алпи, у департману Савоја која припада префектури Албервил.
По подацима из 2011. године у општини је живело 3106 становника, а густина насељености је износила 157,91 становника/km². Општина се простире на површини од 19,67 km². Налази се на средњој надморској висини од 461 метар (максималној 2.280 m, а минималној 437 m).

## Демографија
| 1962. | 1968. | 1975. | 1982. | 1990. | 1999. | 2011. |
| ----- | ----- | ----- | ----- | ----- | ----- | ----- |
| 1.716 | 2.139 | 2.663 | 2.420 | 2.665 | 2.664 | 3.106 |

График промене броја становника у току последњих година